# Vladimir Laxa
Vladimir Laxa (21. siječnja 1870. – 23. lipnja1945.), bio je hrvatski general.
Vladimir Laxa rođen je u Sisku, a imao je uzornu vojnu karijeru. Od svoje dvadesete godine bio je vojnik, a dobiva veliki broj odlikovanja u Prvom svjetskom ratu. Po formiranju Kraljevine SHS obnaša važne vojne funkcije, ali već sredinom 1919. god. biva najprije prognan iz zemlje, pa umirovljen krajem 1920. godine. Nakon raspada Jugoslavije 1941. godine pridružuje se Hrvatskom domobranstvu gdje ima čin podmaršala.
Protivio se ustaškim zločinima i sudjelovao u pokušajima da im se stane na kraj. U Domobranstvu služi od lipnja 1941. do kolovoza 1942., kada je razriješen vojnih dužnosti i umirovljen.

## Životopis
Laxa započinje službu u austrougarskoj vojsci 18. kolovoza 1890. U vrijeme Prvog svjetskog rata bio je zapovjednik 18. gorske brigade i bio je jedan od samo 131 čovjeka koji su u tom ratu odlikovani Vojnim redom Marije Terezije, najvišim austrougarskim odlikovanjem; u Laxinom slučaju zbog “junaštva, ogromne hrabrosti uporne i uspješne obrane položaja” njega samoga i njegovih ljudi na planini Škabrijel u vrijeme Jedanaeste bitke na Soči 1917.
Kao austrougarskom generalu, povjereno mu je 1918. godine uspostava primirja na balkanskom bojištu.  
Vlasti Države SHS su ga potkraj 1918. god. imenovale zapovjednikom Dalmacije i Boke Kotorske, sa zapovjedništvom u Splitu. 
Nakon formiranja Kraljevine SHS, Laxa je postao časnik Kraljevske jugoslavenske vojske, ali je već sredinom 1919. prognan iz države. Dopušten mu je povratak krajem 1920. godine, te je umirovljen.
Nakon Travanjskog rat i raspada Kraljevine Jugoslavije 6. travnja 1941., te stvaranja Nezavisne Države Hrvatske, Laxa pristupa u Hrvatsko domobranstvo; tu će biti za osobite zasluge odlikovan Redom krune kralja Zvonimira. 
Nakon što je na čelu regularnih domobrana došao u Istočnu Hercegovinu nakon tamošnjeg ustanka Srba u lipnju 1941. godine, Vladimir Laxa sprječava dalji teror divljih ustaša, te u Zagreb šalje izvješće u kojima označava zločine lokalnih ustaša kao razlog zašto se ustanak Srba proširio.
U listopadu 1941. premješten je u Vrhovno zapovjedništvo oružanih snaga NDH. Sudjelovao je na konferenciji u Opatiji (2. i 3. ožujka 1942.) na kojoj je isplanirana Treća antipartizanska ofenziva, pod nazivom Operacija Trio. U Vrhovnom zapovjedništvu služio je do kolovoza 1942. kada je dao ostavku ili smijenjen odlukom maršala Slavka Kvaternika.
Na kraju se našao među onima koji su se pokušali evakuirati u Austriju, da bi odatle  bio izručen je jugoslavenskim vlastima i osuđen na smrt 23. lipnja 1945. Pokopan je na Mirogoju.

## Zanimljivost
- Sin Vladimira Laxe, Eugen Laxa, koji je radio kao poduzetnik u Brazilu, bio je čovjek u visokim masonskim krugovima i uvelike je pomogao u međunarodnom priznanju Hrvatske.[9]